# Martín Lasarte Topolanski
Martín Lasarte Topolanski SDB (Montevideo Uruguay, 25 de octubre de 1962) es un sacerdote católico uruguayo que trabaja en Angola, actualmente electo V Obispo de Luena el 1 de julio de 2023.

## Biografía

### Sacerdocio
Martín Lasarte Topolanski nació el 25 de octubre de 1962 en Montevideo, Uruguay. Ingresó al noviciado salesiano de esa ciudad el 1 de febrero de 1981, hizo sus primeros votos religiosos el 31 de enero de 1982 y los votos perpetuos el 31 de enero de 1986.[cita requerida]
Entre 1985 y 1986 fue miembro de la comunidad religiosa de Talleres Don Bosco de la capital uruguaya. En 1990 partió a Angola como misionero.[cita requerida]
Fue ordenado sacerdote el 17 de agosto de 1991 en la Congregación Salesiana. Fue, entre otros profesor del seminario de Luanda, delegado religioso para la pastoral juvenil, además de vicario y superior de la Viceprovincia Religiosa de Angola.

### Episcopado
El 1 de julio del 2023, el Papa Francisco lo nombró obispo de la diócesis de Luena.